# Bastardiastrum batesii
Bastardiastrum batesii är en malvaväxtart som beskrevs av P.A. Fryxell och S.D. Koch. Bastardiastrum batesii ingår i släktet Bastardiastrum och familjen malvaväxter. Inga underarter finns listade i Catalogue of Life.